# Detlef Schönenberg
Detlef Schönenberg (* 6. Mai 1944 in Berlin; † 17. Dezember 2022 in Bonn) war ein deutscher Autor, der zunächst als Schlagzeuger des Free Jazz bekannt wurde.

## Werdegang
Schönenberg wuchs in Bochum auf, spielte um 1965 eine Weile Schlagzeug in Paris und lebte seit 1970 in Wuppertal, wo er mit Musikern wie Bernd Köppen spielte und dann im Trio von Rüdiger Carl auftrat. Zwischen 1972 und 1981 arbeitete er im Duo mit Günter Christmann, das teilweise mit Pina Bausch tätig war. Er arbeitete weiterhin mit Musikern der Neuen Musik wie Harald Bojé (Album 1975, Trioauftritt mit Christmann beim Moers Festival 1978) zusammen und konzentrierte sich zunehmend auf die meditativ-klangliche Komponente des Schlagzeugspiels. Er war auch als freischaffender Musiker, Instrumentenentwickler (für die von ihm  mitbegründete Firma WS Percussion) und Schlagzeuglehrer tätig. Von 1974 bis 1977 leitete er die „Schlagzeugschule Wuppertal“. Als Solomusiker setzte Schönenberg Maßstäbe, verzichtete aber nach einem spirituellen Erlebnis 1982 auf das weitere Spiel. Seine dreibändige Schlagzeugschule „Das Schlagzeug. Ein Weg zur Musik“ erschien bei Moeck (die noch geplanten Bände 4 und 5, die der Improvisation und der freien Solospielweise gewidmet gewesen wären, wurden nicht geschrieben).
Von 1981 bis 1984 wurde er von John Pierrakos in Core Energetic unterwiesen. Er gründete dann eine eigene Schule. Bis 2000 leitete er in seinem „Zentrum für Selbsttransformation“ in Wuppertal eine „Ausbildung zum Helfer für Geistiges Wachstum“; daneben war er als Priester der universalen Kirche bis zu seinem Austritt 2001 tätig. Als Seminarleiter hat er von 2006 bis 2014 mit der Autorin Jutta Belle zusammengearbeitet. Er starb 2022 an den Folgen eines Schlaganfalls in einem Krankenhaus in Bonn.

## Auszeichnungen
- 1979 – von der Heydt-Kulturpreis (Förderpreis)